# بوسه مادر
بوسه مادر فیلمی به کارگردانی و نویسندگی عطاءالله زاهد محصول سال ۱۳۳۵ است.

## خلاصه داستان
سهراب و «مریم» در کنار فرزندشان «نوشین» زندگی خوشی دارند...

## بازیگران
- محسن مهدوی
- مهین دیهیم
- شهلا ریاحی
- سوسن
- رضا کریمی
- تقی ظهوری
- احمد قدکچیان
- شمس
- عباس مصدق
- محمد عبدی
- مهین بزرگی
- نوشین امیرقاسمی